# Aiko japán hercegnő
Aiko, Tosi hercegnő (敬宮愛子内親王 Tosi-no-mija Aiko Naisinnó; Tokió, 2001. december 1.) japán császári hercegnő, Naruhito japán császár és felesége, Ovada Maszako egyetlen gyermeke. Mivel Japánban a törvények kizárják a nőági öröklést, Aiko nem léphet trónra apja után. Születése vitákat váltott ki a trónöröklési törvény esetleges megváltoztatásával kapcsolatban, mivel évtizedek óta nem született fiúgyermek a családban, és esélyesnek tűnt, hogy a dinasztia csak leányágon folytatódhat; az ezzel kapcsolatos vitáknak véget vetett, hogy a trónörökös öccsének, Akisino hercegnek 2006-ban fia született.

## Neve
Aiko, a hercegnő személynevében a „szeretet” (愛) és a „gyermek” (子) kandzsi szerepel, jelentése: „a személy, aki szeret másokat”. Emellett van egy címe, a Tosi hercegnő (敬宮 tosi-no-mija), melynek jelentése: „a személy, aki tisztel másokat”. Ezt a hivatalos címet elveszíti, ha közrendűvel házasodik.
A hagyományokkal szakítva a nevet nem a császár, hanem a hercegnő szülei választották, Mencius kínai filozófus tanításaiból. II. Li Lou 56. záradékában Mencius azt írja: „Azt, aki szeret másokat, ők is mindig szeretni fogják; azt, aki tisztel másokat, ők is mindig tisztelni fogják.” (愛人者人恆愛之，敬人者人恆敬之。)

## Élete
Aiko hercegnő 2006. április 3-tól 2008. március 15-ig a Gakusuin óvodába járt, majd a Gakusuin Általános Iskolába. 2010. március elején Aiko kimaradt az iskolából, mert az általános iskolai osztálytársai zaklatták. 2010. május 2-án visszatért az iskolába, de kevesebb órán vett részt, és az édesanyja is elkísérte. Aiko 2014. március 18-án fejezte be a Gakusuin Általános Iskolát, és a Gakusuin Leányiskolában tanult tovább.

## Vita a trónöröklés körül
Aiko hercegnő születése vitát váltott ki Japánban akörül, hogy meg kellene-e változtatni az 1947-es császári udvari törvényt, amely szerint a Krizantém trónt kizárólag férfiak és csak a császári dinasztia férfiági leszármazottai örökölhetik. Bár Japánban nyolc császárnő is uralkodott, az ő utódaikat mindig az apai vérvonal tagjai közül választották ki, ezért néhány konzervatív tudós azzal érvel, hogy a női uralkodás csak ideiglenes, és hogy a hagyományos, csak férfiági utódlást fenn kell tartani a 21. században is. Bár Gemmei császárnőt a lánya, Gensó császárnő követte a trónon, Gensót a bátyja fia követte, így megmaradt az apai vérvonal; Gensó, Gemmei és minden más császárnő és császár ugyanahhoz a férfiághoz tartozott. A kormány által kinevezett szakértő bizottság 2005. október 25-én javasolta, hogy módosítsanak a császári öröklési törvényen, és engedélyezzék az abszolút elsőszülöttségi öröklést. 2006. január 20-án Koizumi Junicsiro miniszterelnök az éves ünnepi beszédében megígérte, hogy törvényjavaslatot nyújt be a parlamentbe a nőági öröklés engedélyezéséről.
A törvényhozást ideiglenesen elhalasztották, amikor 2006 februárjában a koronaherceg öccse, Fumihito, Akisino hercege bejelentette, hogy feleségével, Kiko, Akisino hercegnével a harmadik gyermeküket várják. 2006. szeptember 6-án Kiko hercegné életed adott fiának, Hiszahitónak, aki a jogszabályok szerint születésekor harmadik volt a trónöröklési sorban nagybátyja, az akkori koronaherceg, Naruhito és apja, Akisino herceg után. Mivel negyvenegy év után fiú született a császári családban, 2007. január 3-án Abe Sinzó miniszterelnök bejelentette, hogy elveti a császári udvari törvény módosításának javaslatát, ezért valószínűtlennek tűnik, hogy a törvények megváltozzanak és Aiko hercegnő császárnő lehessen.

## Címe és megszólítása
- 2001. december 1. – jelenleg: ő császári fensége, Tosi hercegnő

## Fordítás
- Ez a szócikk részben vagy egészben  az   Aiko, Princess Toshi című angol Wikipédia-szócikk fordításán alapul.  Az eredeti cikk szerkesztőit annak laptörténete sorolja fel. Ez a jelzés csupán a megfogalmazás eredetét és a szerzői jogokat jelzi, nem szolgál a cikkben szereplő információk forrásmegjelöléseként.